# بخامة
بخامة (الاسم العلمي Blastodacna) جنس حشرات عثية من فصيلة ألاشستيات.